# Wenceslau Selga Padilla
Dom Wenceslau Selga Padilla, CICM (Tubao, 29 de setembro de 1949 - Ulaanbaatar, 25 de setembro de 2018) foi um sacerdote scheutista filipino, primeiro bispo da Prefeitura Apostólica de Ulaanbaatar, na Mongólia, desde 2003.

## Biografia
Nascido em 1949 em Tubao, veio de uma família católica. Em 1960 entrou no seminário e em 17 de março de 1976 foi ordenado padre scheutista. A partir do ano seguinte, foi missionário em Taiwan por quinze anos e exerceu dois mandatos como superior provincial das províncias chinesas de sua Ordem.
Quando, em 1991, a Mongólia e a Santa Sé estabelecem relações diplomáticas, ele e mais dois scheutistas foram enviados como missionários para a Urga (o antigo nome de Ulan Bator); em 19 de abril de 1992, Padre Wenceslau foi nomeado superior eclesiástico da missão sui iuris de Urga. Não havia católicos mongóis naquele momento, apenas alguns estrangeiros. As primeiras missas foram celebradas em um hotel, apenas com os três missionários. Padilla cuidava de crianças de rua, dos sem-tetos, dos deficientes e dos idosos.

### Ministério episcopal
Em 8 de julho de 2002 tornou-se o primeiro prefeito apostólico de Ulaanbaatar. Foi elevado à dignidade episcopal em 2 de agosto de 2003 pelo papa João Paulo II, e atribuída a sé titular de Tharros. Recebeu a consagração episcopal em 29 de agosto de 2003 pelas mãos do cardeal Crescenzio Sepe, na Catedral de Ulan Bator, tendo o arcebispo Giovanni Battista Morandini e o bispo Antonio Realubin Tobias como principais co-consagradores. Continuou seu ministério, dando abrigo para moradores de rua e órfãos.
Com o seu trabalho, Dom Padilla contribuiu para o crescimento da Igreja local; até sua morte, existiam sete paróquias e três centros missionários, atendendo cerca de 1.300 fiéis católicos. No dia 28 de agosto de 2016, Dom Padilla celebrou a histórica ordenação do Padre Joseph Enkhee-Baatar, o primeiro sacerdote mongol, na Catedral dos Santos Pedro e Paulo em Ulaanbaatar.

### Morte
O bispo Padilla morreu em 25 de setembro de 2018 em Ulanbataar devido a um ataque cardíaco, sentado à mesa em seu escritório.
Foi enterrado em Ulaanbaatar em 14 de outubro, e seu funeral foi oficiado pelo arcebispo Alfred Xuereb, então núncio apostólico na Coreia do Sul e Mongólia.